# Frozone
Lucius Best (superheldennaam Frozone) is een fictieve superheld uit de Disney en Pixar film The Incredibles. In deze film werd zijn stem gedaan door Samuel L. Jackson. Verder deed hij mee in enkele videospellen en strips gebaseerd op de film. De Nederlandse stem van Frozone wordt gesproken door Ruurt de Maesschalck.
Hij is de enige superheld in de film die wel een actieve rol speelt, maar geen lid is van de Incredible familie. Hij is in plaats daarvan een oude vriend en collega van Mr. Incredible. Zijn krachten doen sterk denken aan die van de Marvel Comics held Iceman.

## De film
In de openingsscène van de film, die zich afspeelt tijdens de gloriedagen van de superhelden, was Frozone al een goede vriend van Mr. Incredible. In de scène achtervolgt hij een helikopter. Later is hij te zien als Mr. Incredible’s getuige bij diens huwelijk met Elastigirl.
Net als de andere superhelden moest Frozone onderduiken toen 15 jaar geleden de rechtszaken tegen superhelden toenamen. Hij had blijkbaar minder moeite met zich aan te passen aan een normaal leven dan Bob. Echter, Bob en Frozone gaan nog geregeld iedere woensdagavond op pad om heldendaden te plegen. Hun vrouwen denken dat ze gewoon een avondje gaan bowlen.
Voordat de superhelden verdwenen stond Frozone bekend als een vrouwenversierder. In de 15 jaar die daarna verstrijken trouwde hij met een vrouw genaamd Honey.
Wanneer de Incredible familie naar Syndrome’s eiland vertrekt verdwijnt Frozone naar de achtergrond, maar hij duikt weer op in het gevecht met de Omnidroid in Metroville. Aanvankelijk had hij de grootste moeite zijn kostuum te vinden daar zijn vrouw het had opgeborgen, en hem niet wilde vertellen waar het lag omdat ze die avond een diner hadden gepland. In het gevecht verslaat hij samen met de Incredibles de robot.

## Gebeurtenissen na de film

### The Incredibles: Rise of the Underminer
In het videospel Rise of The Underminer, is Frozone een van de twee bespeelbare personages. Terwijl Helen, Dash, Jack-Jack en Violet Parr de stad evacueren, gaan Frozone en Mr. Incredible de Underminder achterna. Ze vechten zich een weg door zijn schuilplaats en robothandlangers, en moeten voorkomen dat de Underminer de bovenwereld veranderd in een voor hem perfecte leefomgeving.

### The Incredibles in Holiday Heroes/Pixar's The Incredibles in a Magic Kingdom Adventure
In de korte strip The Incredibles in Holiday Heroes gaat Frozone met de Incredible familie mee naar Mount Tiki Toki terwijl zijn vrouw Honey haar moeder opzoekt. Lucius probeert een uitbarstende vulkaan te doven, maar de enorme hitte zorgt dat hij uitdroogt. Helen en Dash weten te voorkomen dat hem dit fataal wordt.
In de Disney on Ice show Pixar's The Incredibles in a Magic Kingdom Adventure, brengt het gezelschap de rest van hun vakantie door in Walt Disney World. Daar vecht hij tegen een robotversie van Syndrome.

## Mr. Incredible and Pals
Dit was een extraatje op de Incredibles dvd. Het is zogenaamd de pilotaflevering van een nooit gemaakte animatieserie over Mr. Incredible, Frozone en een “superheldkonijn” genaamd Mr. Skipperdoo. De aflevering is expres kinderlijk opgezet en is voorzien van commentaar van Frozone en Mr. Incredible, die hun onvrede erover uiten.

## Superkrachten
Frozone heeft de macht over ijs. Hij kan alles op zijn pad bevriezen en zelfs ijs in de lucht doen ontstaan. Verder toont hij in de film dat hij kogels in de lucht kan bevriezen voordat ze hem raken. Voor dit ijs is wel vocht nodig. Normaal gebruikt hij het vocht uit de lucht, maar als dat niet voorhanden is kan hij ook zijn lichaamsvocht gebruiken. Dit wel met het risico dat hij uitdroogt.
Frozone kan razendsnel reizen via ijsbanen die hij in de lucht maakt. Zijn kostuum helpt hem hierbij daar het is voorzien van allerlei transportmiddelen voor sneeuw en ijs zoals schaatsen, een discus en een snowboard.

## Trivia
- Volgens de files van de National Supers Agency probeerde Frozone ooit deel te nemen aan de Olympische winterspelen, maar hij werd afgewezen.
- Frozone was oorspronkelijk Syndrome’s volgende doelwit, totdat Mirage Mr. Incredible vond.